# Chiliarchia
La chiliarchia era un'unità minore della falange, composta da circa mille uomini (teoricamente 1024).  
Mentre è certa la divisione in chiliarchie degli hypaspistài, la táxis, unità di base della fanteria pesante, probabilmente aveva una divisione in unità minori differente.
Pedretti riporta la divisione della táxis in decarchia, lóchos, pentacosiarchia.
Fra gli studiosi, tuttavia, non c'è concordanza su questo argomento: Arneson riporta la divisione in chiliarchia, syntàgma, tàxis, e tetrarchìa, mentre Pastoretto riporta la suddivisione della falange in tàxis, syntàgma, lòchos e dekades.